# Woël
Woël [wɛl] est une commune française située dans le département de la Meuse en région Grand Est.

## Géographie
| Doncourt-aux-Templiers | Doncourt-aux-Templiers | Jonville-en-Woëvre |
| Doncourt-aux-Templiers | Woël                   | Jonville-en-Woëvre |
| Avillers-Sainte-Croix  | Avillers-Sainte-Croix  | Lachaussée         |

### Hydrographie

#### Réseau hydrographique
La commune est dans le bassin versant du Rhin au sein du bassin Rhin-Meuse. Elle est drainée par le ruisseau la Seigneulle, le ruisseau des Paquis, le ruisseau des Parrois et le ruisseau le Drauneau,.
La Seigneulle, d'une longueur de 23 km, prend sa source dans la commune de Saint-Maurice-sous-les-Côtes et se jette  dans le Longeau à Brainville, après avoir traversé huit communes. 
Le ruisseau des Paquis, d'une longueur de 10 km, prend sa source dans la commune de Vigneulles-lès-Hattonchâtel et se jette  dans  le ruisseau des Parrois à Jonville-en-Woëvre, après avoir traversé cinq communes. 
Le ruisseau des Parrois, d'une longueur de 14 km, prend sa source dans la commune de Vigneulles-lès-Hattonchâtel et se jette  dans l'Yron à Latour-en-Woëvre, après avoir traversé cinq communes. 

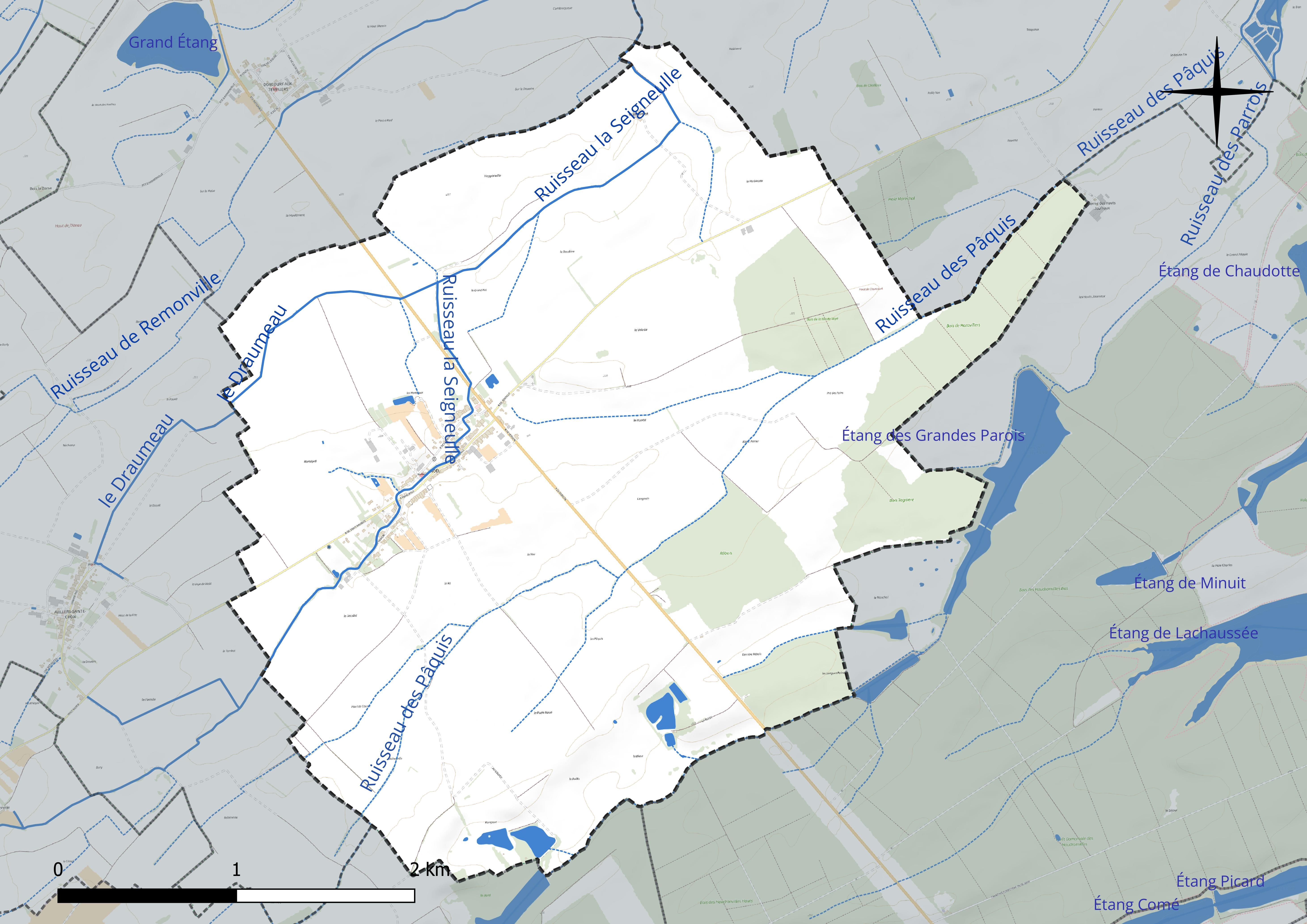
Réseau hydrographique de Woël.

#### Gestion et qualité des eaux
Le territoire communal est couvert par le schéma d'aménagement et de gestion des eaux (SAGE) « Bassin ferrifère ». Ce document de planification concerne le périmètre des anciennes galeries des mines de fer, des aquifères et des bassins versants hydrographiques associés qui s’étend sur 2 418 km2. Les bassins versants concernés sont celui de la Chiers en amont de la confluence avec l'Othain, et ses affluents (la Crusnes, la Pienne, l'Othain), celui de l'Orne et ses affluents et celui de la Fensch, le Veymerange, la Kiesel et les parties françaises du bassin versant de l'Alzette et de ses affluents (Kaylbach, ruisseau de Volmerange). Il a été approuvé le 27 mars 2015. La structure porteuse de l'élaboration et de la mise en œuvre est la région Grand Est. 
La qualité des cours d’eau peut être consultée sur un site dédié géré par les agences de l’eau et l’Agence française pour la biodiversité. 

### Climat
Pour des articles plus généraux, voir Climat du Grand Est et Climat de la Meuse.
En 2010, le climat de la commune est de type climat des marges montargnardes, selon une étude du Centre national de la recherche scientifique s'appuyant sur une série de données couvrant la période 1971-2000. En 2020, Météo-France publie une typologie des climats de la France métropolitaine dans laquelle la commune est dans une zone de transition entre le climat océanique altéré et le climat océanique altéré et est dans la région climatique  Lorraine, plateau de Langres, Morvan, caractérisée par un hiver rude (1,5 °C), des vents modérés et des brouillards fréquents en automne et hiver. 
Pour la période 1971-2000, la température annuelle moyenne est de 9,7 °C, avec une amplitude thermique annuelle de 16,6 °C. Le cumul annuel moyen de précipitations est de 842 mm, avec 12,5 jours de précipitations en janvier et 9,1 jours en juillet. Pour la période 1991-2020, la température moyenne annuelle observée sur la station météorologique de Météo-France la plus proche, « Bonzée_sapc », sur la commune de Bonzée à 12 km à vol d'oiseau, est de 10,6 °C et le cumul annuel moyen de précipitations est de 783,7 mm. 
La température maximale relevée sur cette station est de 40,6 °C, atteinte le 24 juillet 2019 ; la température minimale est de −17,3 °C, atteinte le 7 février 2012,,. 
Les paramètres climatiques de la commune ont été estimés pour le milieu du siècle (2041-2070) selon différents scénarios d'émission de gaz à effet de serre à partir des nouvelles projections climatiques de référence DRIAS-2020. Ils sont consultables sur un site dédié publié par Météo-France en novembre 2022.

## Urbanisme

### Typologie
Au 1er janvier 2024, Woël est catégorisée commune rurale à habitat dispersé, selon la nouvelle grille communale de densité à sept niveaux définie par l'Insee en 2022.
Elle est située hors unité urbaine et hors attraction des villes,.

### Occupation des sols
L'occupation des sols de la commune, telle qu'elle ressort de la base de données européenne d’occupation biophysique des sols Corine Land Cover (CLC), est marquée par l'importance des territoires agricoles (82,3 % en 2018), une proportion sensiblement équivalente à celle de 1990 (83,1 %). La répartition détaillée en 2018 est la suivante : 
terres arables (59,6 %), prairies (17,9 %), forêts (14,7 %), zones agricoles hétérogènes (4,8 %), zones urbanisées (3 %). L'évolution de l’occupation des sols de la commune et de ses infrastructures peut être observée sur les différentes représentations cartographiques du territoire : la carte de Cassini (XVIIIe siècle), la carte d'état-major (1820-1866) et les cartes ou photos aériennes de l'IGN pour la période actuelle (1950 à aujourd'hui).

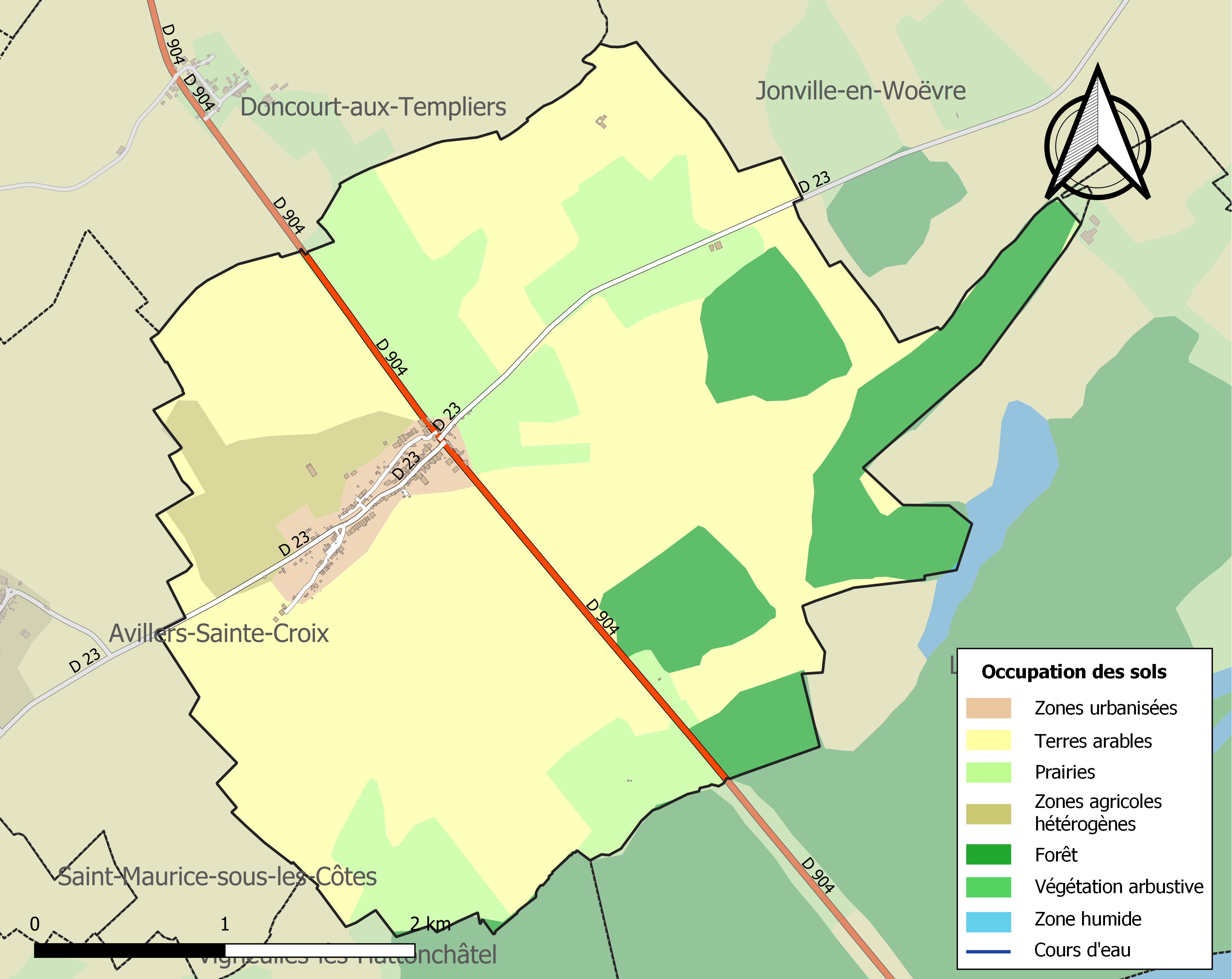
Carte des infrastructures et de l'occupation des sols de la commune en 2018 (CLC).

## Toponymie
Le nom de la localité est attesté sous les formes Wæ (1219) ; Vey (1458) ; Voey (1642) ; Vouël (1656) ; Voue-Oel (1700) ; Woëlle, Vadus (1738) ; Vual, Voël, Woil (1756) ; Voel (1786).

En patois : Ouê
Ce nom de lieu, ce toponyme, pourrait signifier « gué », évoquer ainsi un passage sur le ruisseau de la Seigneulles qui traverse le village.
 
Du latin vadum : « gué » et peut-être du suffixe -ellum.

## Histoire
Les habitants de Woël s'appellent les Couleurs d'eau, ce nom a été trouvé car au XIIIe siècle, les villageois devaient puiser l'eau qui traversait l'argile et la filtrer pour la boire.
L'église classée de Woël date quant à elle du XIIe siècle. Elle a pour particularité d'être fortifiée avec une tour-porche communément appelée " hourd ".

### Le château Couchot

#### Un hôpital militaire durant la guerre 14-18
Au cœur du village se trouve une grosse bâtisse appelée " Château Couchot ". Cette dernière a été réalisée au milieu du XIXe siècle par Charles-Henri COUCHOT, né en 1776 à Euvezin (54).
Capitaine dans les armées napoléoniennes, il épousa une habitante de Woël. C’est en 1843 qu'il fit construire ce château après avoir été reconnu pour sa bravoure et ses faits de guerre ; il fut en effet nommé chevalier de l'Ordre royal et de la Légion d'Honneur. Membre du Conseil général du département de la Meuse, il devint également maire de Woël.
En 1914, cette grosse bâtisse servit de Feldlazarett, un hôpital militaire à l’arrière-front ; elle y accueillit dans sa cave des blessés aux yeux. Des fresques, toujours visibles, en gardent le témoignage. Contrairement à la « Maison des 3 officiers » les peintures conservées en ces lieux ne sont pas figuratives ; elles représentent essentiellement des arabesques et autres formes géométriques.
En outre, on peut y lire encore quelques mots d’une des citations favorites du Kronprinz Frédéric Guillaume Victor Auguste Ernest de Hohenzollern : « Nur so, auf das gute Schwert gestützt, können wir den Platz an der Sonne erhalten, der uns zusteht, aber nicht freiwillig eingeräumt wird. Wilhelm Kronprinz » que l’on traduirait par « Ce n’est qu’à la pointe de notre fidèle épée que nous pourrons maintenir la place au soleil qui nous revient mais qui ne nous est pas accordée de plein gré. Wilhelm Kronprinz ».

#### Le service de santé allemand
Dès le début de la guerre, blessés et malades étaient pris en charge et soignés selon un protocole rigoureux et méthodique visant à perdre le moins de temps possible. Schématiquement, le blessé recevait les premiers soins à l'endroit où il était atteint, puis il était transporté, selon la gravité de ses blessures, vers l'arrière-front ; là, il était en premier lieu pris en charge dans l'abri du service de santé de la compagnie - Sanitartunterstand. Son cheminement se poursuivait vers le poste de secours du bataillon – Verbandplatz –  ou encore vers un poste de secours principal – Hauptverbandplatz – plus éloigné de la ligne de feu. Enfin, du poste de secours principal, notre blessé était transporté ou bien se déplaçait par ses propres moyens vers un Feldlazarett dans lequel étaient pratiquées les premières opérations. La plupart du temps, l’hôpital était installé dans un château, une école ou une église, à proximité d'une agglomération. Il se trouvait généralement situé à une dizaine voire une quinzaine de kilomètres des premières lignes, tout en étant parfaitement bien desservi par voie routière ou ferroviaire.
Toutes les conditions étaient donc réunies pour faire du Château Couchot un Feldlazarett. A Woël, ne stationnaient que les intransportables ou les sujets délicats. Chaque hôpital avait une section spécialisée ; ici, il était question de prodiguer des soins et des traitements liés aux yeux « Augen » et aux oreilles « Orlsarzl ».
Cette structure sanitaire s'occupait en moyenne que de 150 à 200 patients, jamais plus. Elle était placée sous la tutelle d'un médecin-chef reconnaissable à son uniforme gris, sa casquette blanche et au brassard marqué de la croix rouge. D'une façon générale, elle se composait d'une soixantaine de militaires dont six médecins, un pharmacien, neuf à douze sous-officiers infirmiers, quatorze brancardiers, des aide-soignants et des soldats.
On suppose que comme tout Feldlazarett, le Château Couchot disposait d'au moins deux cents lits, d'un préparateur d'eau potable, de deux cuisines roulantes, d'une voiture radiographique. Les besoins en électricité devaient être assurés par un groupe électrogène.
Les blessés et malades, lorsqu'ils étaient transportables, devaient toujours être évacués le plus rapidement possible vers les Kriegslazarett – hôpitaux de guerre – qui se trouvaient beaucoup plus éloignés de la ligne de front et qui disposaient de matériels supplémentaires. On les retrouvait souvent dans une localité plus importante. Par ailleurs, cette disposition montrait bien le caractère extrêmement provisoire du Feldlazarett pour les patients immédiatement transportables.

## Politique et administration
| Période                                  | Période      | Identité           | Étiquette | Qualité |
| ---------------------------------------- | ------------ | ------------------ | --------- | ------- |
| Les données manquantes sont à compléter. |              |                    |           |         |
| mars 2001                                | mars 2008    | Georges Delandre   |           |         |
| mars 2008                                | juillet 2020 | André-Victor Pitz  |           |         |
| juillet 2020                             | En cours     | Olivier Ladoucette |           |         |

## Population et société

### Démographie
L'évolution du nombre d'habitants est connue à travers les recensements de la population effectués dans la commune depuis 1793. Pour les communes de moins de 10 000 habitants, une enquête de recensement portant sur toute la population est réalisée tous les cinq ans, les populations de référence des années intermédiaires étant quant à elles estimées par interpolation ou extrapolation. Pour la commune, le premier recensement exhaustif entrant dans le cadre du nouveau dispositif a été réalisé en 2008.

En 2022, la commune comptait 208 habitants, en évolution de +3,48 % par rapport à 2016 (Meuse : −4,4 %, France hors Mayotte : +2,11 %).
| 1793 | 1800 | 1806 | 1821 | 1831 | 1836 | 1841 | 1846 | 1851 |
| ---- | ---- | ---- | ---- | ---- | ---- | ---- | ---- | ---- |
| 514  | 637  | 662  | 730  | 697  | 698  | 745  | 757  | 761  |

| 1856 | 1861 | 1866 | 1872 | 1876 | 1881 | 1886 | 1891 | 1896 |
| ---- | ---- | ---- | ---- | ---- | ---- | ---- | ---- | ---- |
| 681  | 679  | 671  | 627  | 630  | 578  | 508  | 510  | 475  |

| 1901 | 1906 | 1911 | 1921 | 1926 | 1931 | 1936 | 1946 | 1954 |
| ---- | ---- | ---- | ---- | ---- | ---- | ---- | ---- | ---- |
| 452  | 442  | 426  | 327  | 328  | 306  | 302  | 273  | 288  |

| 1962 | 1968 | 1975 | 1982 | 1990 | 1999 | 2006 | 2008 | 2013 |
| ---- | ---- | ---- | ---- | ---- | ---- | ---- | ---- | ---- |
| 300  | 273  | 241  | 222  | 183  | 208  | 184  | 177  | 192  |

| 2018 | 2022 | - | - | - | - | - | - | - |
| ---- | ---- | - | - | - | - | - | - | - |
| 200  | 208  | - | - | - | - | - | - | - |

## Culture locale et patrimoine

### Église Saint-Gorgon
De l'église fortifiée, érigée au XIIe siècle, il reste la tour clocher, ainsi que des piles dans le vaisseau central de la nef. Endommagée au cours de la Première Guerre mondiale, elle a été restaurée : chemin de Croix du peintre Lucien Lantier, verrière de la maîtresse vitre de Charles Lorin. Elle a été classée monument historique en 1914.

### Personnalités liées à la commune
- Sagot Maurice (1658-1714) fils de Pierre Sagot. Son tombeau est classé patrimoine national.

### Héraldique
| Blason de Woël | Blason  | D’azur à l’église du lieu au clocher hourdé d’argent, posée sur une terrasse de sinople chargée d'une divise ondée d’argent, accompagnée en chef, à dextre d’une étoile d’or, et à senestre d’une molette de même. |
| Blason de Woël | Détails | Le statut officiel du blason reste à déterminer. |